# Narion
Le Narion est un sommet du massif des Vosges situé en France, dans le département du Bas-Rhin, s'élevant à 998 mètres d'altitude. Il se trouve sur la commune de Lutzelhouse.
Le col du Narion à 922 mètres d'altitude est traversé par le sentier de grande randonnée 53.
Près du col se tient le petit abri de la baraque des Juifs, ancien refuge pour les marchands de bétail juifs faisant la navette et venant de la vallée de la Bruche et des environs de la Lorraine. Ils venaient y dormir la nuit avec leurs bêtes dans un enclos de pierre qui est encore visible.
Ce sommet est une ancienne chaume.